# Бранко Плавшић
Бранко Плавшић (Мала Новска Рујишка, 3. јул 1949 — Бач, 9. новембар 2011) био је српски цртач стрипова. Имао је репутацију једног од најбољих тушера Европе.
Најпознатији серијали на којима је радио као цртач и тушер: „Блажо и Јелица“, „Мирко и Славко“, „Велики Блек“, „Тарзан“, „Нинџа“, „Балкан Експрес“, „Кели Брандо“ и „Забава за целу породицу“.

## Биографија
Бранко Плавшић је рођен у Малој Новској Рујишки у Босни и Херцеговини 3. јула 1949. године где је провео детињство. Од 1955. године, са породицом, живи у Малом Бачу, где је завршио основну школу. Средњу школу примењених уметности похађао је у Новом Саду, али је због породичне ситуације није завршио. Ову школу похађао је свега три мјесеца. Отац троје деце.
У експанзији стрип издаваштва шездесетих година 20. века, Плавшић је видео своју шансу и уредништву "Дечијих новина" из Горњег Милановца послао једну колорну насловну страну за стрип "Тарзан" и једну пробну таблу урађену у оловци. На основу само та два рада, Дечје новине су Плавшића ангажовали на серијалима "Мирко и Славко" и "Блажо и Јелица" из едиције Никад робом. Прва епизода коју је урадио за серијал "Мирко и Славко" била је "Командант града". Уз серијале, Бранко је радио и илустрације за бројне стрип и дечије часописе, а стизао је да сарађује и са амтерским секцијама из Оџака, Бачке Паланке и Бача на ликовној реконструкцији археолошких налаза. У том делу свог рада исказао је пун смисао за детаље и склоност ка минуциозном извођењу цртежа без обзира на технику цртања. У том периоду започео је и сопствени серијал "Кели Брандо" који је остао само на пилот епизоди објављеној у магазну "Зенит".
У жељи да не ограничи своје стваралаштво само на издања Дечијих новина (преко 3000 табли стрипа), прихвата позив Валтера Нојгебауера, уметничког директора за стрип и издаваштво "Ролфа Кауке" и 1972. године одлази на студијско путовање у Минхен. Тамо је радећи стрипове "Фикс и Фокси"(Fix und Foxy) и "Пиколо штајнерима"(Piccollo steiners), "испекао занат", а свог ментора Валтера називао је својим ликовним оцем. До 1979. је у сталном раскораку између Минхена и Горњег Милановца. Прилику да се скраси на једном мјесту пружио му је новосадски "Дневник" који је амбициозно кренуо у проширење стрип издаваштва. Уважавајући његов таленат и професионализам установили су радно место цртач стрипа и запослили га као сталног члана стрип редакције. До 1983. године радио је на серијалу Велики Блек, а онда у стилу "фудбалских" трансфера прелази у "Форум Маркетпринт" да би са Браниславом Керцем оформио цртачки тим који ће реализовати најдужи серијал у историји југословенског стрипа - Тарзан. Нови посао је захтевао и другачију расподелу посла па је Плавшић на себе преузео туширање оловкираних страна које су радили остали чланови тима. У пуном стваралачком замаху реализује и серијал "Балкан Експрес" по сценарију Гордана Михића.
Паралелно тушира и неколико епизода серијала "Нинџа" по сценарију Аце Костића за "Дечје новине", а ради и стрипове "Камелеон" и "Тенк", по сценарију Душана Вукојева и „Вечерњу акцију“, по сценарију Петра Алаџића, који су објављени у часописима Стрипотека, Невен и  стрип. Тушира и неколико вестерн прича по сценаријима Светозара Обрадовића и Бранислава Керца. Туширао је једну епизоду стрипа „Џек Сиборн“ /„Jacka Seaborna“/ по сценарију С. Обрадовића, коју је нацртао Предраг Ивановић – Пека.
Ратови деведесетих година су прекинули златно доба југословенског стрипа. Стрип издаваштво се готово угасило. Несигурна егзистенција је Плавшића одвела на друге послове који нису имали везе са стрипом. Био је ангажован у Цивилној заштити. Као технолошки вишак из "Форумовог Маркетпринта" отпуштен је као технолошки вишак. Затим је почео да ради у "Рибњаку" у Бачу.
Стрипу се вратио тек 2010. када је започео сарадњу са издавачком кућом "Лавиринт".
Сахрањен је 10. новембра у Бачу.
Био је један од оснивача и члан Управног одбора Удружења стрипских уметника Србије 2011. године.

## МонографијаБалкан експрес
У част Бранка Плавшића, маја 2012, издавач „Тампограф“ у сарадњи са Студентским културним центром Новог Сада и Удружењем стрипских уметника Србије, објавио је дуго очекивани интеграл култног домаћег стрипа „“ по сценарију Гордана Михића и оловци Бранислава Керца, чији је тушер био Плавшић.
Осим овог и других Плавшићевих стрипова, у овој монографији је Здравко Зупан је објавио биографски чланак „Бранко Плавшић: од Мирка и Славка до Тарзана“ и први целовитији попис стрипова које је Плавшић урадио у Југославији и иностранству.

## Рекли су о Плавшићу
- „Засигурно један од најбољих, ако не и најбољи тушер у Европи… У ствари, мислим да би се у Марвелу врло радовали да га добију.“ — Светозар Томић, историчар стрипа и уредник магазина Стрипотека

- „Издвајао се од осталих стрип аутора по својој племенитости и доброти. Остаће упамћен као врхунски тушер и изузетан човек.“ — Предраг Ђурић, сценариста и уредника портала „Војвођански стрип“